# Schmelz (Wien)

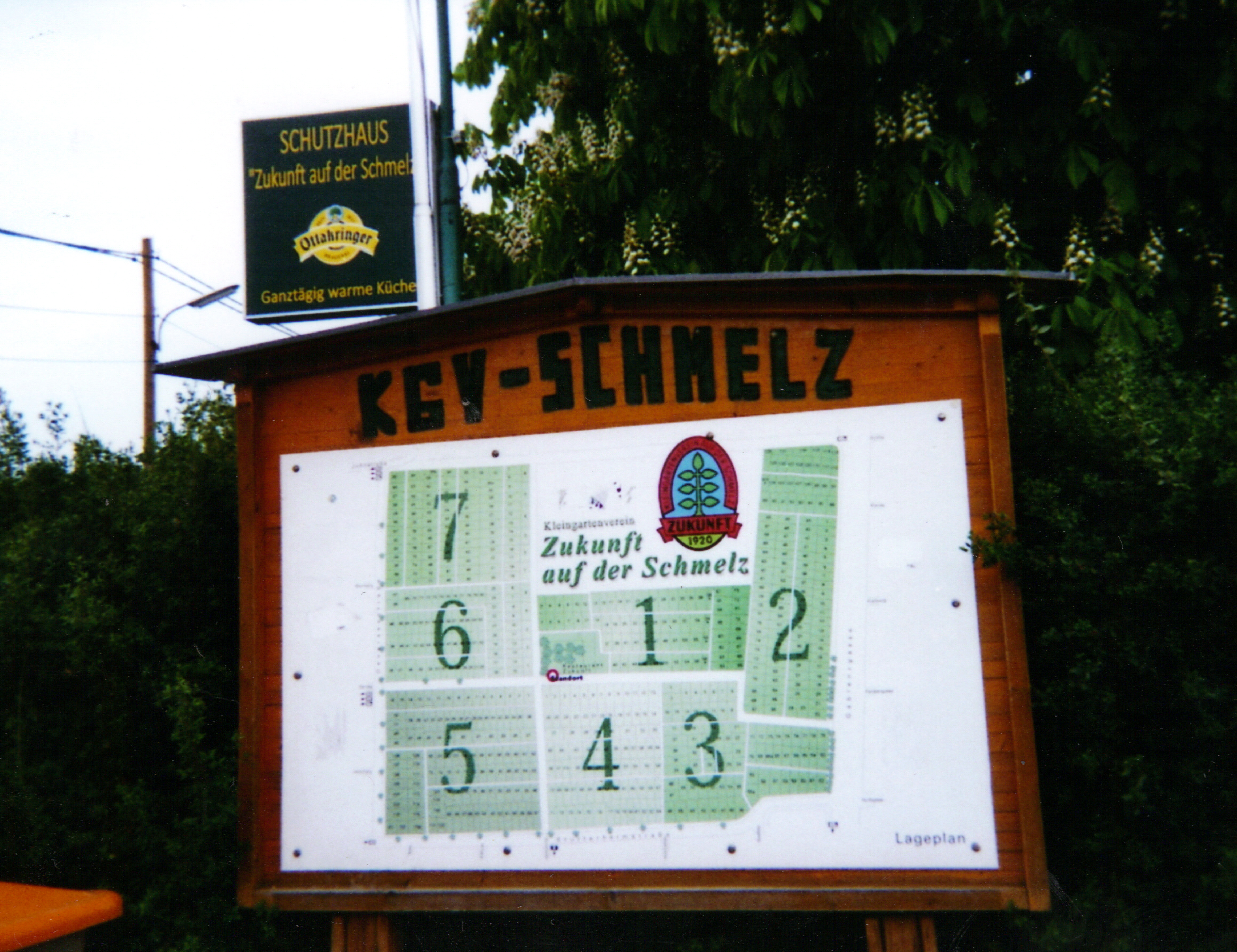
Plan der Kleingartenanlage, 2010

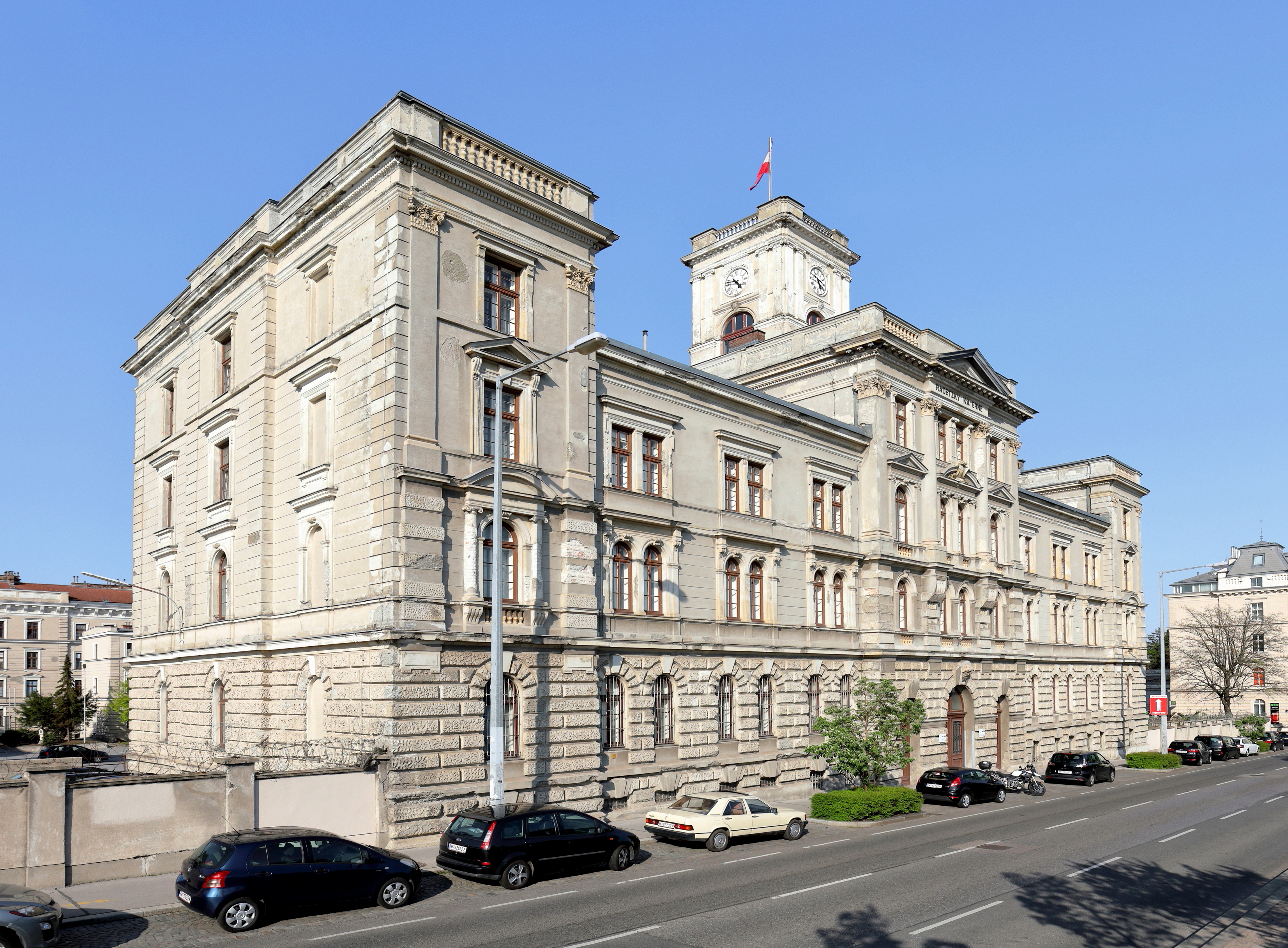
Stabsgebäude der Radetzky-Kaserne, die im Zuge der Kasernentransaktion ab 1894 errichtet wurde

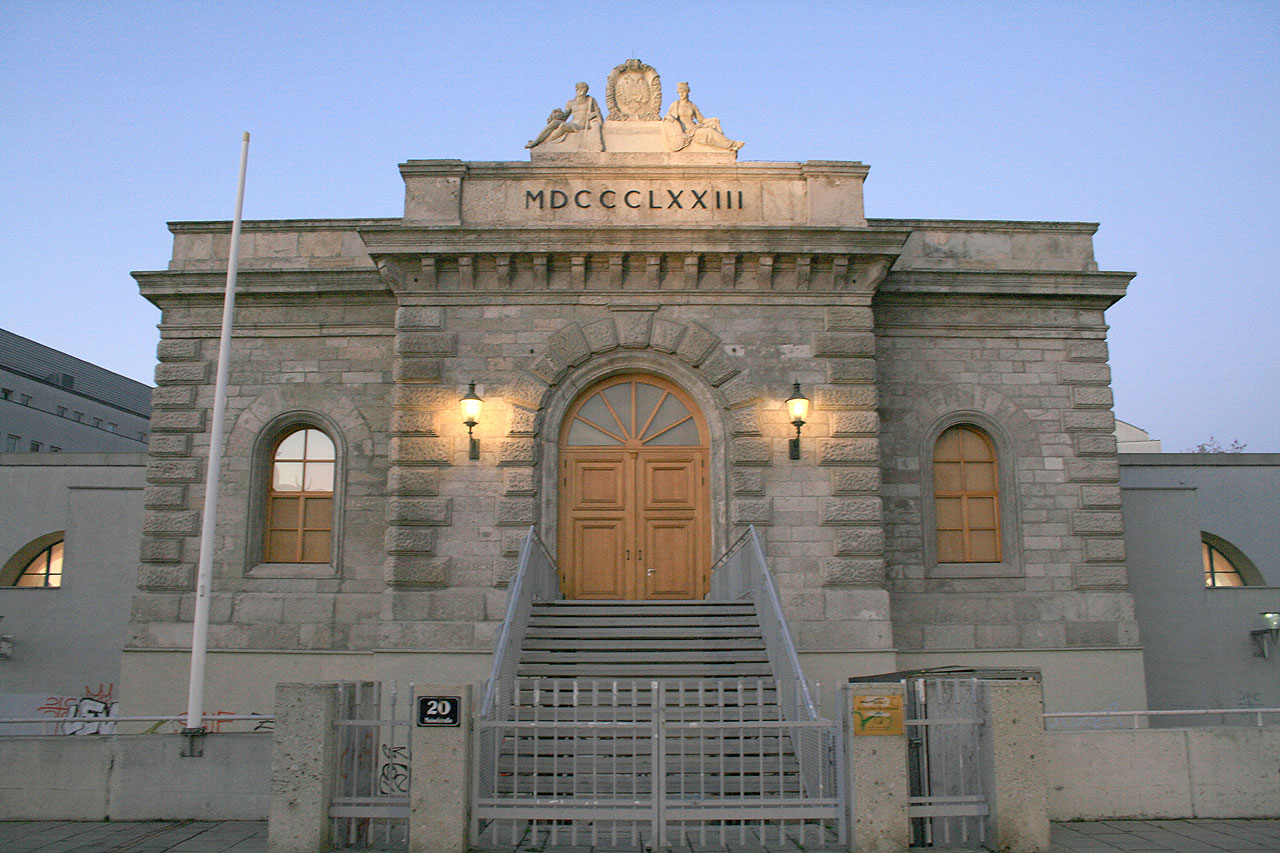
Die Alte Schieberkammer des ehemaligen Wasserbehälters Schmelz, in dem sich heute der Meiselmarkt befindet

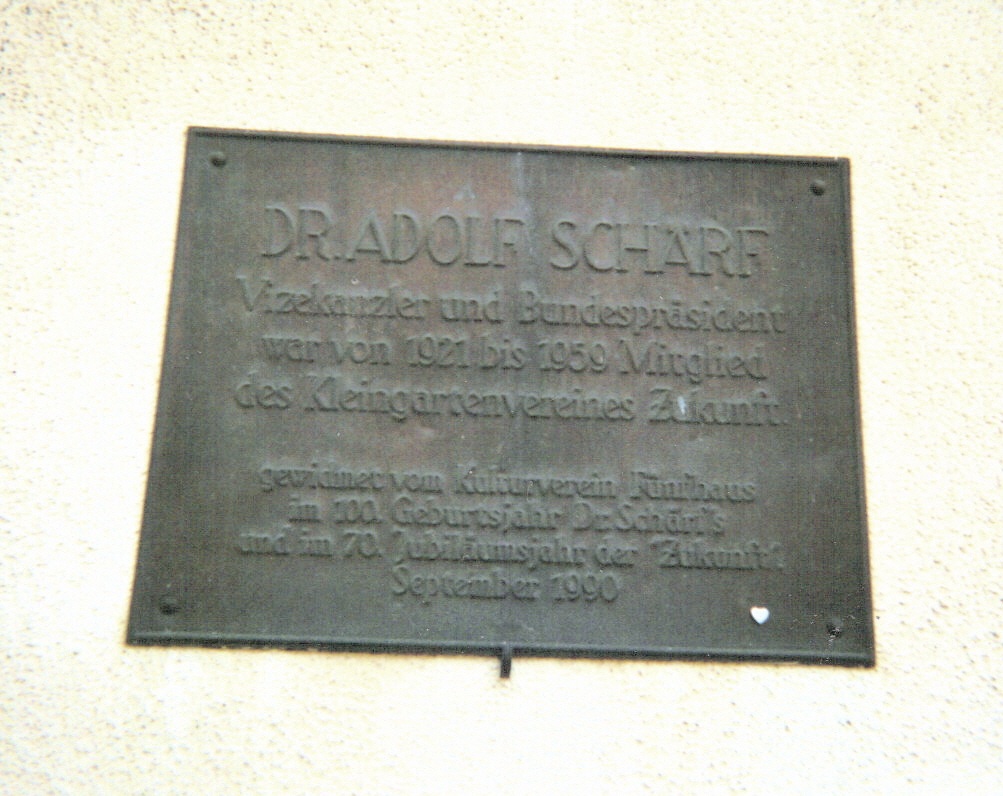
Erinnerung an Adolf Schärf als Kleingärtner, Schutzhaus Zukunft

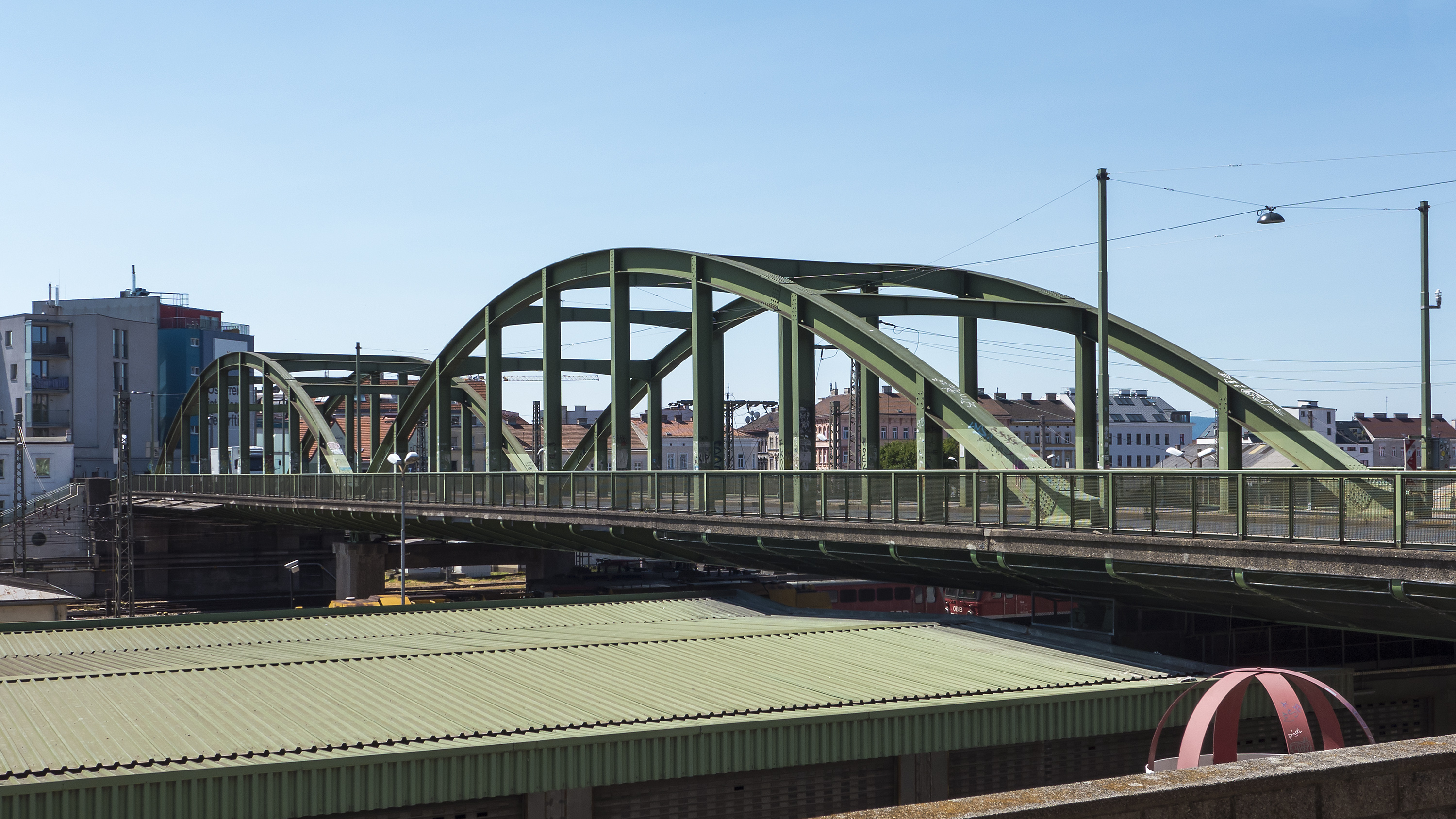
Die Schmelzbrücke verbindet den südlichen mit dem nördlichen Teil des 15. Bezirks

Die Schmelz ist ein ehemaliger Parade- und Exerzierplatz im 15. Wiener Gemeindebezirk Rudolfsheim-Fünfhaus. Während die Bezeichnung Schmelz heute hauptsächlich für den durch Schrebergärten und Sportanlagen geprägten mittleren Bereich gebräuchlich ist, wurde früher die gesamte Gegend zwischen Thaliastraße, Wiener Gürtel und Westbahntrasse als der Schmelz zugehörig empfunden, wie noch heute der Name der die Westbahn querenden Schmelzbrücke im Süden bezeugt.

## Geschichte
Die Schmelz war ursprünglich eine unverbaute, hochgelegene, große Acker- beziehungsweise Wiesenfläche westlich der Stadt. Sie war auf Grund des Lössbodens besonders fruchtbar. Die erste urkundliche Erwähnung des Gebietes fand um das Jahr 1309 als „Smeltz im Preitensewer aigen“ statt. Bis zur Zweiten Wiener Türkenbelagerung 1683 fand sich auf der Schmelz ein Schmelzhaus.
Im Jahre 1847 wurde der der Gemeinde Rustendorf gehörende Teil des Areals von der Stadt angekauft und als Parade- und Exerzierplatz eingerichtet; der Platz war zuvor schon fallweise für Reitmanöver der k.u.k. Kavallerie genutzt worden; allerdings wird in Adolf Schmidls Reiseführer schon 1835 über das regelmäßige Exerzieren und die Abhaltung von Manövern auf der Schmelz berichtet (siehe unten). Die Errichtung des Exerzierplatzes war notwendig, weil der bisherige Übungsplatz auf dem Josefstädter Glacis für die Wiener eine starke Staubbelästigung darstellte und deswegen heftig kritisiert wurde; er wurde 1857 im Zuge der Errichtung der Wiener Ringstraße aufgelassen. Der Paradeplatz auf der Schmelz bestand bis zum Ende des Kaiserreiches im Jahr 1918.
Auf dem ehemaligen Friedhof der Schmelz waren die Märzgefallenen, die Opfer der Revolution vom März 1848, bestattet. Mit der Eröffnung des Wiener Zentralfriedhofes in Simmering wurde der Schmelzer Friedhof geschlossen. Die Leichen wurden exhumiert und dorthin übersiedelt. Heute erinnert der „Märzpark“ an den ehemaligen Friedhof auf diesem Platz.

### Bebauung bis 1900
Schon ab den 1860er Jahren wurden von Rudolfsheim und Fünfhaus Gebiete nördlich der Westbahn verbaut (Neu-Fünfhaus). Ebenso wurde 1871 von der damaligen Gemeinde Ottakring das Gebiet zwischen Thaliastraße und heutiger Gablenzgasse erworben gleichfalls verbaut. Diese Verbauung erfolgte in Form eines strengen Straßenrasters, hauptsächlich mit historistischen Zinshäusern, nur in den am spätesten entstandenen Teilen sind teilweise secessionistische Formen zu erkennen.
In den Jahren 1894 bis 1896 wurde am nördlichen Rand die heute noch bestehende Graf-Radetzky-Kaserne errichtet.

### Teilweise Freigabe 1911
Im Jahre 1911 wurden dann die südlichen und östlichen Teile der Schmelz zur Verbauung freigegeben und das Gelände damit noch einmal wesentlich reduziert. Es entstanden neue Stadtteile mit dem Nibelungenviertel im Zentrum, die von secessionistisch-neoklassizistischer Architektur geprägt sind.
Mit der Freigabe zur Verbauung wurden auch die Begehrlichkeiten der Architekten auf das zur Verfügung stehende Areal geweckt. Interessant war das Areal für die Architekten, da es hier keine „alteingesessenen“ Bauten gab, die man berücksichtigen musste. Zahlreiche Projekte, die hier errichtet werden sollten, wurden geplant und der Öffentlichkeit präsentiert.
- Otto Wagner: Akademie der bildenden Künste (Schmelz) (1898–1911)
- Das Wiener Stadtmuseum, ein Projekt von Franz Schwarz (1911) und ein Architekturwettbewerb der Stadt Wien (1912)
- Max Hegele und Cesar Poppovits: „Ruhestätte der Ritter des Maria-Theresien-Ordens auf der Schmelz“ (1913)
- Otto Wagner: „Friedenskirche auf der Schmelz“ (1917/1918)

Das Projekt Museumsavenue Hofmuseen - Schmelz von Friedrich Ohmann aus dem Jahr 1916 sollte das geplante Stadtmuseum mit den Hofmuseen an der Wiener Ringstraße verbinden.
Der Erste Weltkrieg unterbrach die Bebauungspläne, sie konnten erst in den 1920ern in anderer Form wiederaufgenommen werden.
Am westlichen Rand des vormaligen Exerzierplatzes wurde ab 1919 die Siedlungs- und Wohnhausanlage Schmelz errichtet, einer der ersten Gemeindebauten Wiens, der auch von der Stadt Wien als bauliche Schutzzone ausgewiesen ist. Dies war der Anfang für die zweite Bebauungswelle des 1911 freigegebenen Terrains, in dem zahlreiche Gemeindebauten errichtet wurden.
Die Bebauung des Geländes zog sich bis in die 1930er-Jahre. Clemens Holzmeister plante im Jahr 1932 eine „Christkönigkirche und Doktor Ignaz Seipel-Gedächtniskirche“ und auch Rudolf Perco beschäftigte sich 1933 mit einer „Doktor Ignaz Seipel-Gedächtniskirche“ auf der Schmelz. Anstelle der pompösen Pläne wurde allerdings ein wesentlich kleineres Projekt verwirklicht.

### Das verbliebene Gebiet

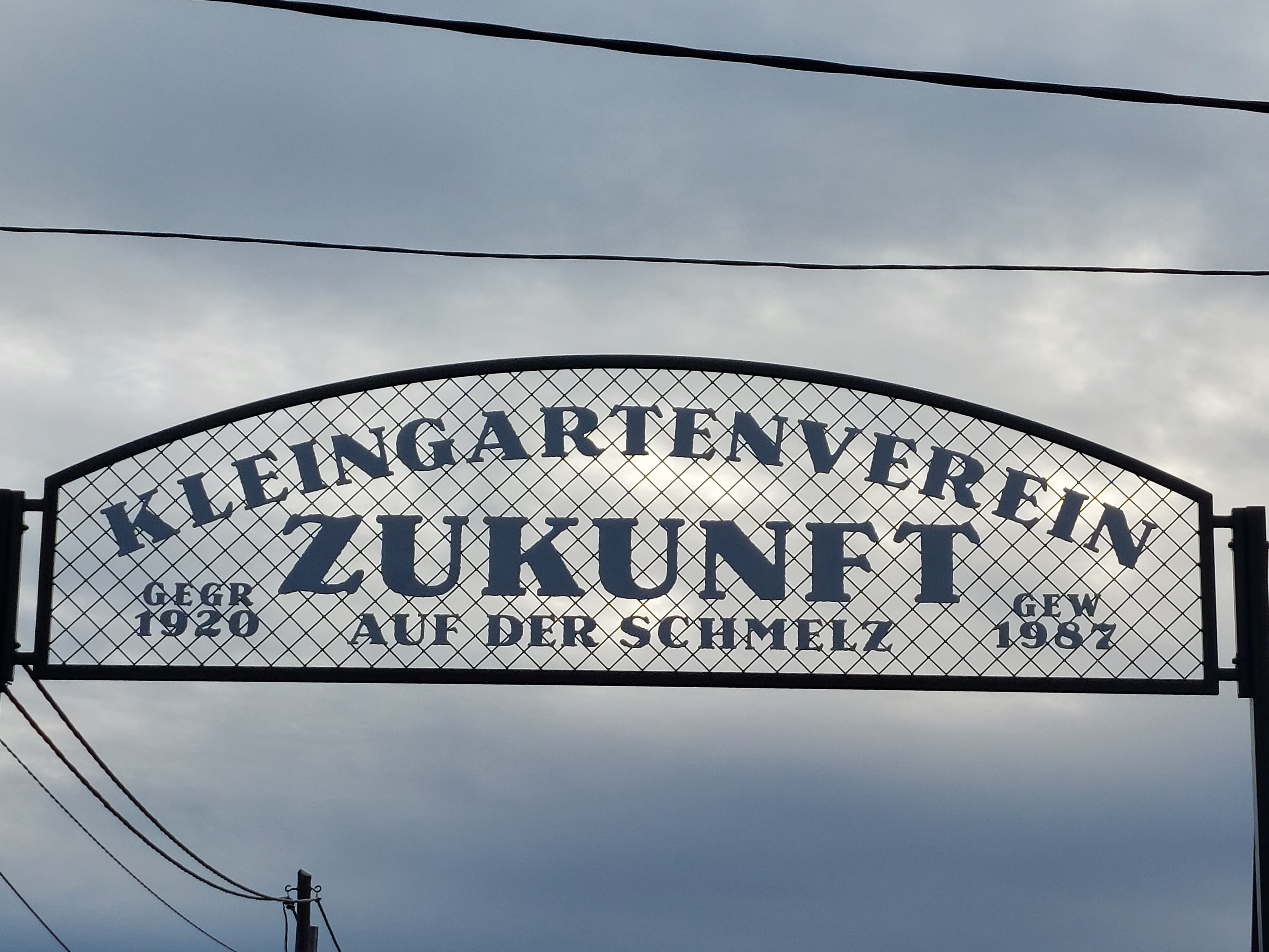

Das restliche Gebiet der Schmelz wurde in der Zeit nach dem Ersten Weltkrieg zu einem großen Teil durch Schrebergärten und Sportanlagen verbaut. Vor 1945 war der westliche Teil der Schmelz im Bereich der heutigen Schul- und Universitätsbauten noch Exerziergelände.
Im östlichsten Bereich wurde auf der Schmelz 1953–1958 die Wiener Stadthalle erbaut. Der bis in die 1970er Jahre bestehende Fußballplatz, die Heimstätte des SC Red Star, musste einer von der Gablenzgasse erschlossenen Tiefgarage weichen, die allerdings an der Oberfläche gärtnerisch gestaltet wurde.
Heute befinden sich auf dem noch Schmelz genannten Areal im östlichen Teil noch Schrebergärten auf Pachtgrund, die nach 1945 geschaffenen Kleingärten im westlichen Teil, die bloß "Grabeland" auf Basis eines Prekariumsvertrags waren, mussten dagegen in den 1960er-Jahren weichen. Dort entstanden ein Realgymnasium, eine öffentliche Sportanlage, das Sportzentrum der Universität Wien (USZ) und im nordwestlichen Bereich daran anschließend eine Wohnhausanlage. 1991 wurde unter dem Sportplatz ein Wasserbehälter als Ersatz für den alten Behälter Schmelz errichtet, letzterer beherbergt heute den Meiselmarkt. Die Alte Schieberkammer dient seither als Ausstellungs- und Veranstaltungsraum. Auch das Schutzhaus "Zukunft" des Kleingartenvereins ist in den letzten Jahren zunehmend als Ort von Kulturveranstaltungen genutzt worden. Im Garten des Schutzhauses steht ein Gedenkstein für Franz Siller, den Kleingartenpionier, an einer Wand des Gebäudes befindet sich eine Erinnerungstafel, die darauf hinweist, dass der spätere Bundespräsident Adolf Schärf hier von 1921 bis 1959 einen Kleingarten bewirtschaftete.

## Die Schmelz um 1900: Exerzierplatz und informelles Erholungsgebiet

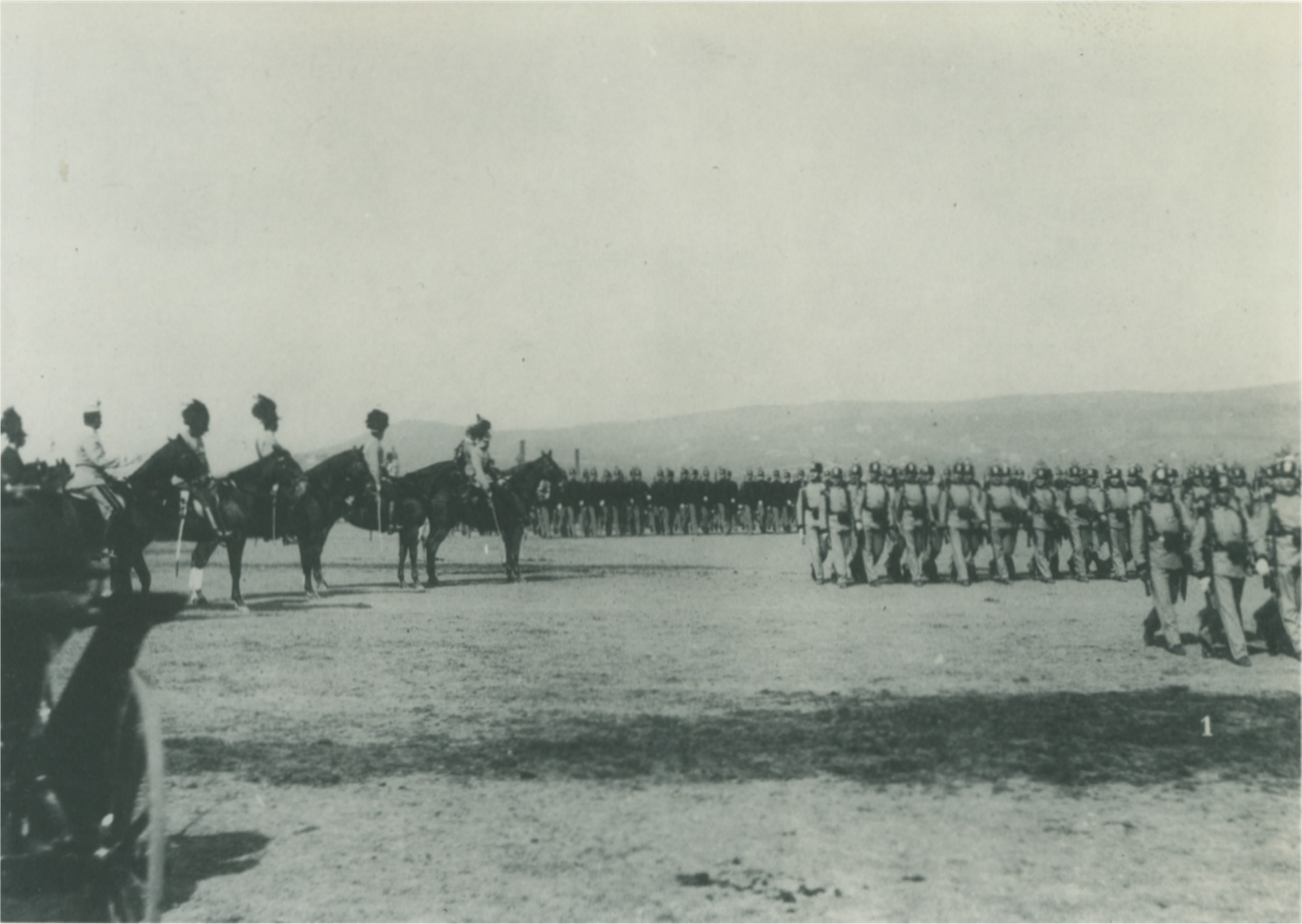
Parade auf der Schmelz
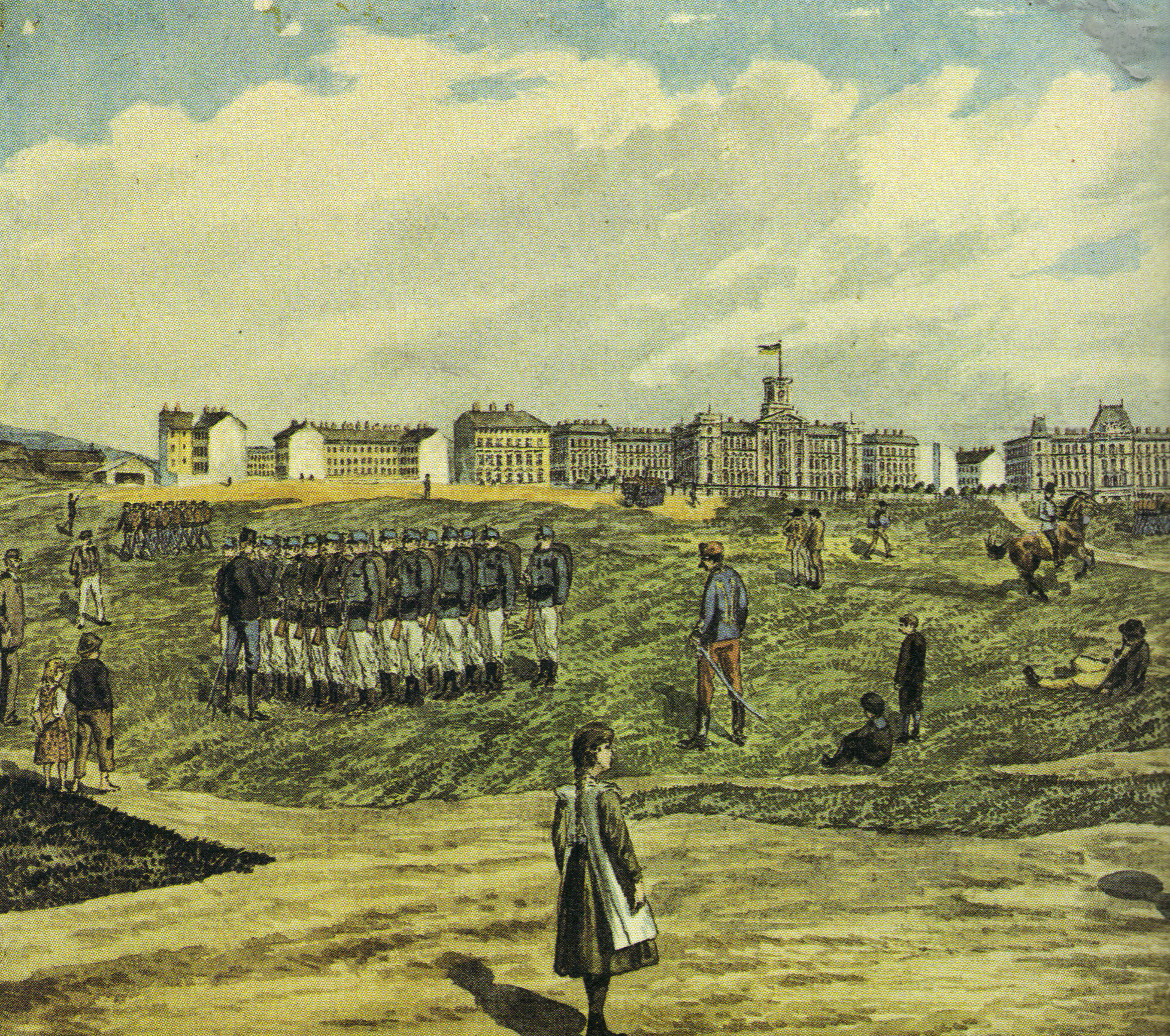
Exerzierende Soldaten, Zuschauer, Spaziergänger (um 1900). Blick nach Norden zur Graf-Radetzky-Kaserne
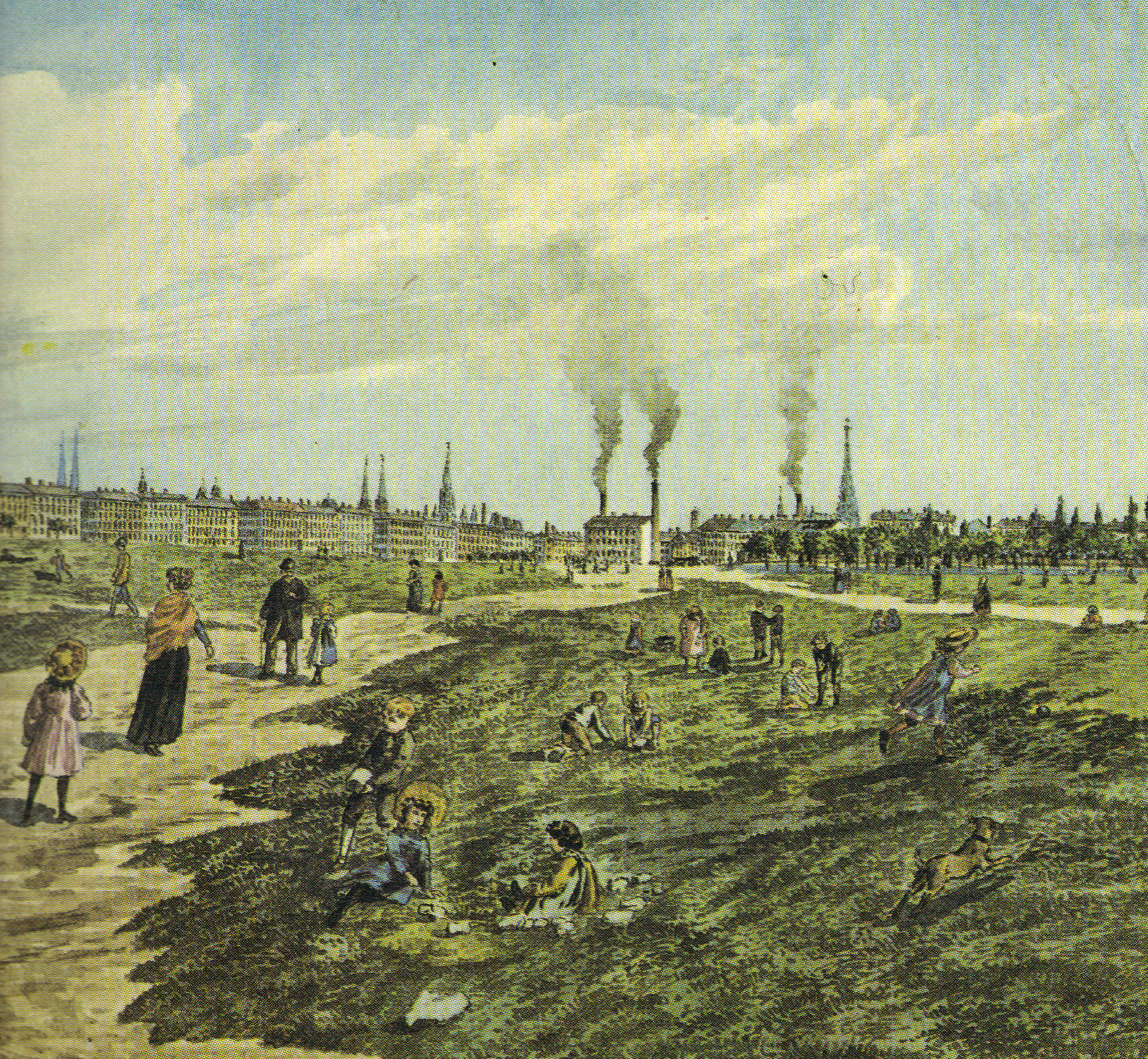
Blick nach Osten (Ausschnitte aus einer Ölskizze von M.Neubauer)
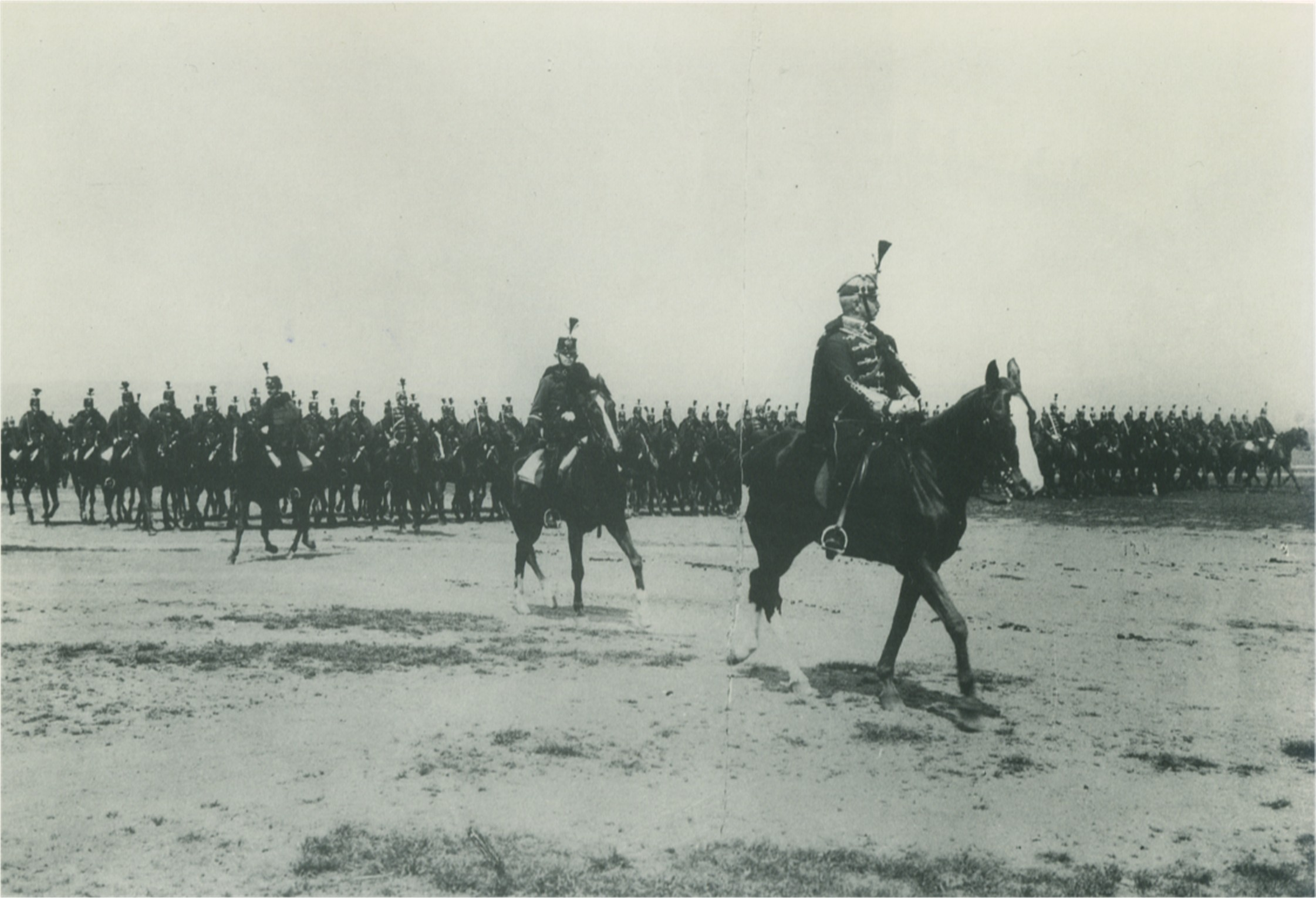
Husaren bei einer Parade

In einem Wanderführer aus dem Biedermeier, dem Werk „Wien’s Umgebungen auf zwanzig Stunden im Umkreise“ von Adolf Schmidl aus 1835, wird dieser Exerzierplatz beschrieben:
Die Nähe dieses nicht unbedeutenden Terrains bei den zwei Hauptkasernen, in der Josephstadt (siehe Josefstädter Kaserne) und Alservorstadt (siehe Alser Kaserne), ist Ursache, daß hier die großen Herbstmaneuvres der Garnison abgehalten werden, so wie auch seit einigen Jahren das Exerzieren im Feuer, das früher auf dem Glacis Statt fand.
Bekannt wurde vor allem die alljährlich auf der Schmelz stattfindende Frühjahrsparade für Kaiser Franz Joseph, die an jedem ersten Samstag im Mai ab 9 Uhr stattfand. Der Truppenaufmarsch erfolgte auf der Seite der Gablenzgasse, während der Generalstab und die Zuseher sich entlang der Hütteldorfer Straße und der Schanzstraße aufstellten. Von hier aus ritten der Kaiser und sein Anhang in scharfem Galopp seinen Truppen entgegen. Danach marschierten die Truppen in einem weiten Bogen Richtung Johnstraße und entlang der Hütteldorfer Straße in Richtung Gürtel am Kaiser vorbei.
Abends suchten Anrainer das Gelände der Schmelz zur Erholung auf:
Sank sanfter Frühlings-, wohltätiger Sommer-, schöner Herbstabend, konnte man auf der Schmelz oft die wehmütigen Klänge der Mundharmoniken vernehmen, die dunkle, nicht deutlich auszunehmende Gestalten bliesen. Glühende Zigaretten punktierten die Gruppen, bis die Nacht kam. War's Neumond ohne Stern, floh alles rechtzeitig, denn dann regierten auf der unbeleuchteten Schmelz die „Platten“. Die fürchterlichen Verbrecherbanden aus den umliegenden Bezirken. Sie haben die Schmelz zu einem wahren Sodom und Gomorra gemacht. Nie hat sich ein Wachmann allein zur Nachtzeit auf die Schmelz wagen können, nur in Patrouillen gingen sie.

## Sport
Einem Bericht der „Wiener Allgemeinen Automobil-Zeitung“ aus dem Jahr 1904 folgend, führte hier Siegfried Marcus mit seinem ersten Wagen eine kurze Versuchsfahrt durch.
Auf dem heute verbauten Platz (zwischen Wurmsergasse und Selzergasse) neben dem alten Wasserbehälter (heutiger Meiselmarkt) trug das österreichische Fußballteam Rapid Wien seine ersten Spiele aus.